# Grammisgalan 1988
Grammisgalan 1988 hölls i Vinterträdgården på Grand Hôtel i Stockholm den 13 februari 1988, och gällde 1987 års prestationer. Därmed återkom Grammisgalan för första gången sedan 1972.

## Priser
- Årets pop/rockgrupp: Eldkvarn Himmelska dagar
- Årets kvinnliga pop/rockartist: Eva Dahlgren Ung & stolt
- Årets manliga pop/rockartist: Peter LeMarc Peter LeMarc
- Årets nykomling: Orup
- Årets producent: Anders Glenmark
- Årets artist: Galenskaparna & After Shave
- Årets visa: Cornelis Vreeswijk Till Fatumeh
- Årets jazz: Monica Borrfors Your Touch
- Årets barn: Nationalteatern Peter Pan
- Årets dansband: Ingmar Nordströms Saxparty 14
- Årets religiösa: Laila Dahl Efter regn
- Årets klassiska: Helen Jahren och Hans-Ola Eriksson Sheng
- Årets folkmusik: Benny Andersson Klinga mina klockor
- Årets instrumentala: Björn J:son Lindh Feather Nights
- Årets underhållning: Galenskaparna & After Shave Leif

### Fotnoter
1. ↑  Mattias Dellert (28 februari 2017). ”Vad betyder en Grammis”. Sveriges Television. http://www.svt.se/kultur/musik/vad-betyder-en-grammis. Läst 1 mars 2017.